# Erik Skoog

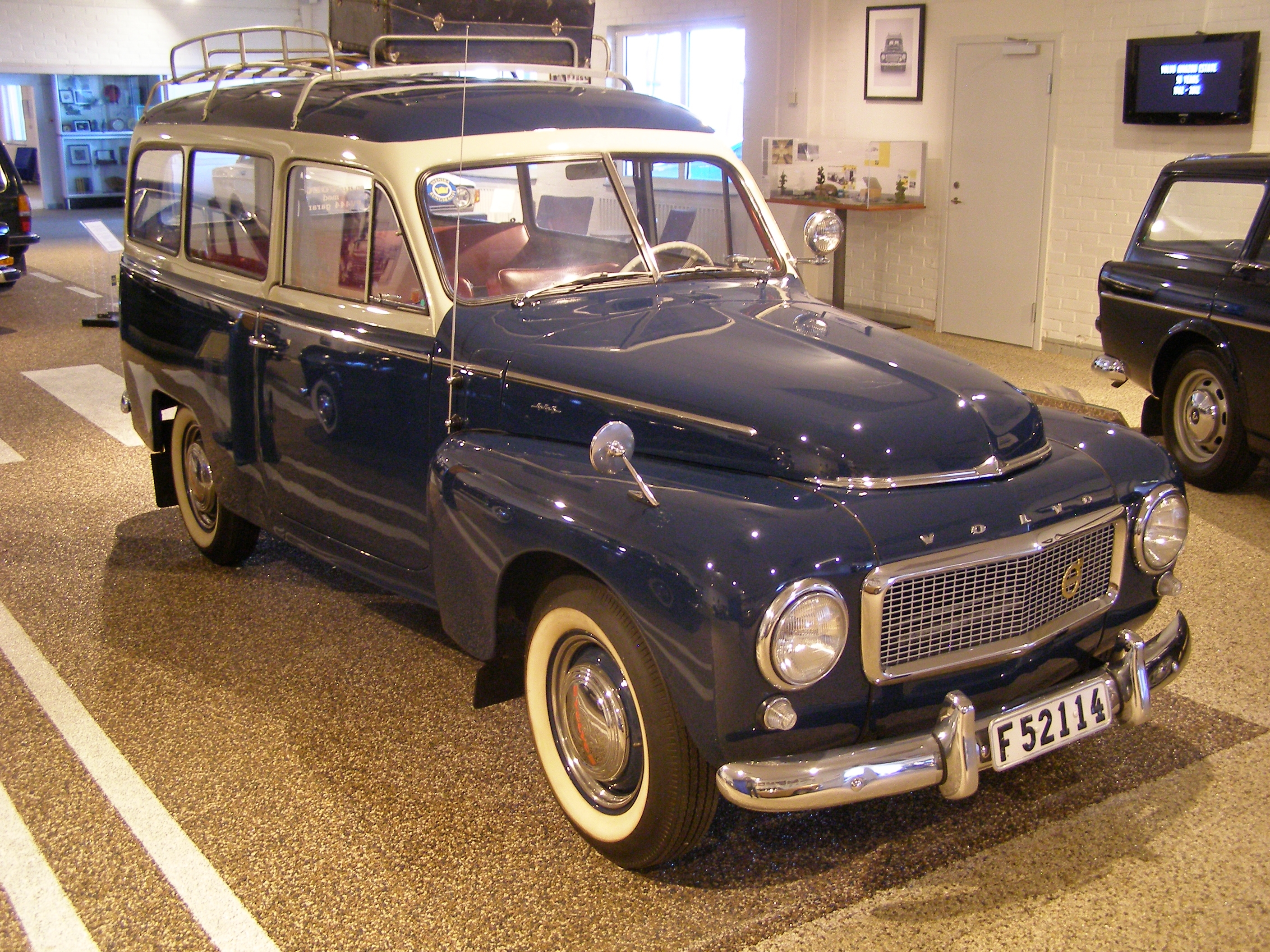
Erik Skoog var ansvarig för formgivningen av Volvo Duett

Erik Skoog, folkbokförd Karl Erik Skog, född 26 juli 1919 i Gamlestads församling i Göteborg, död 19 februari 2012 i Örgryte församling i Göteborg, var en svensk ingenjör.
Efter examen i konstruktionsritning vid Praktiska mellanskolan i Göteborg anställdes Skoog som assistent till Helmer Petterson vid Volvo 1937, där han fick sköta ritningsarkiv och materiellistor. Från 1938 fick han hjälpa till med konstruktionen och detaljritningsarbetet till PV 60 men under beredskapstiden tvingades han avbryta arbetet för militärtjänst 1940–1941. Vid återkomsten till Volvo 1941 placerades han på Pentaverken i Skövde där han ingick i flygmotorberedningen när man arbetade med STWC3-motorn. När arbetet var klart fortsatte han sina studier till ingenjör vid Göteborgs Tekniska Institut där han avlade examen 1943. Vid återkomsten till Volvo placerades han i den av Erik Jern ledda sexmannagrupp som fick huvudansvaret för konstruktionsarbetet av PV 444. Eter sin pensionering arbetade Skoog som konsult för Volvo och utförde bland annat konstruktionsberäkningarna för golvet i Volvo 850.
Han har bland annat varit ansvarig för ritandet av Volvo Duett (445/210). Skoog är begravd på Västra kyrkogården i Göteborg.

### Fotnoter
1. 1 2  Sveriges befolkning 1990, Riksarkivet, 2011, ISBN 978-91-88366-91-7.[källa från Wikidata]
2. 1 2  Sveriges dödbok 1860–2017, sjunde utgåvan, Sveriges Släktforskarförbund, november 2018.[källa från Wikidata]
3. ↑  ”Duetten jubilerar” (på svenska). Aftonbladet. 20 februari 2020. https://www.aftonbladet.se/bil/a/ngQv2n/duetten-jubilerar. Läst 20 februari 2020.
4. ↑  Erik Wedberg (24 juni 2018). ”Historien om Volvo PV och Duett” (på svenska). Teknikens värld. https://teknikensvarld.se/historien-om-volvo-pv-och-duett/. Läst 20 februari 2020.
5. ↑  SvenskaGravar